# Tour First
La Tour First (anteriormente conocida como Tour UAP entre 1974 y 1998, y Tour AXA entre 1998 y 2007) es un rascacielos situado en el distrito de negocios de La Défense, cerca de París. Con sus 231 metros es el rascacielos más alto de Francia superando en 2011 a la Torre Montparnasse.

## Historia
En 1974, el arquitecto Pierre Dufau, culminó la construcción de la torre UAP (Union des assurances de Paris), torre que recibía su nombre de una empresa aseguradora francesa. Con una altura de 150 metros su planta tiene la forma de una estrella de tres brazos con una separación de 120 grados entre ellos partiendo del núcleo central. Simbolizaba así la unión de las tres empresas aseguradoras que dieron lugar a la UAP. 
En 1996, la torre pasó a llamarse Tour AXA (Torre AXA), tras absorber ésta a UAP.
En 2007, los estudios de arquitectura de los británicos Kohn Pedersen Fox Associates y franceses SRA Architectes se unieron para transformar radicalmente el aspecto de la torre tanto interior como exteriormente. Su altura se elevó hasta los 231 metros con una superficie de 87 000 metros cuadrados.
En septiembre de 2010 concluyó en su totalidad la obra exterior, el final de las obras se proveyó para el primer trimestre del año 2011.
Fue reinaugurada el 6 de mayo de 2011.

## Galería de imágenes

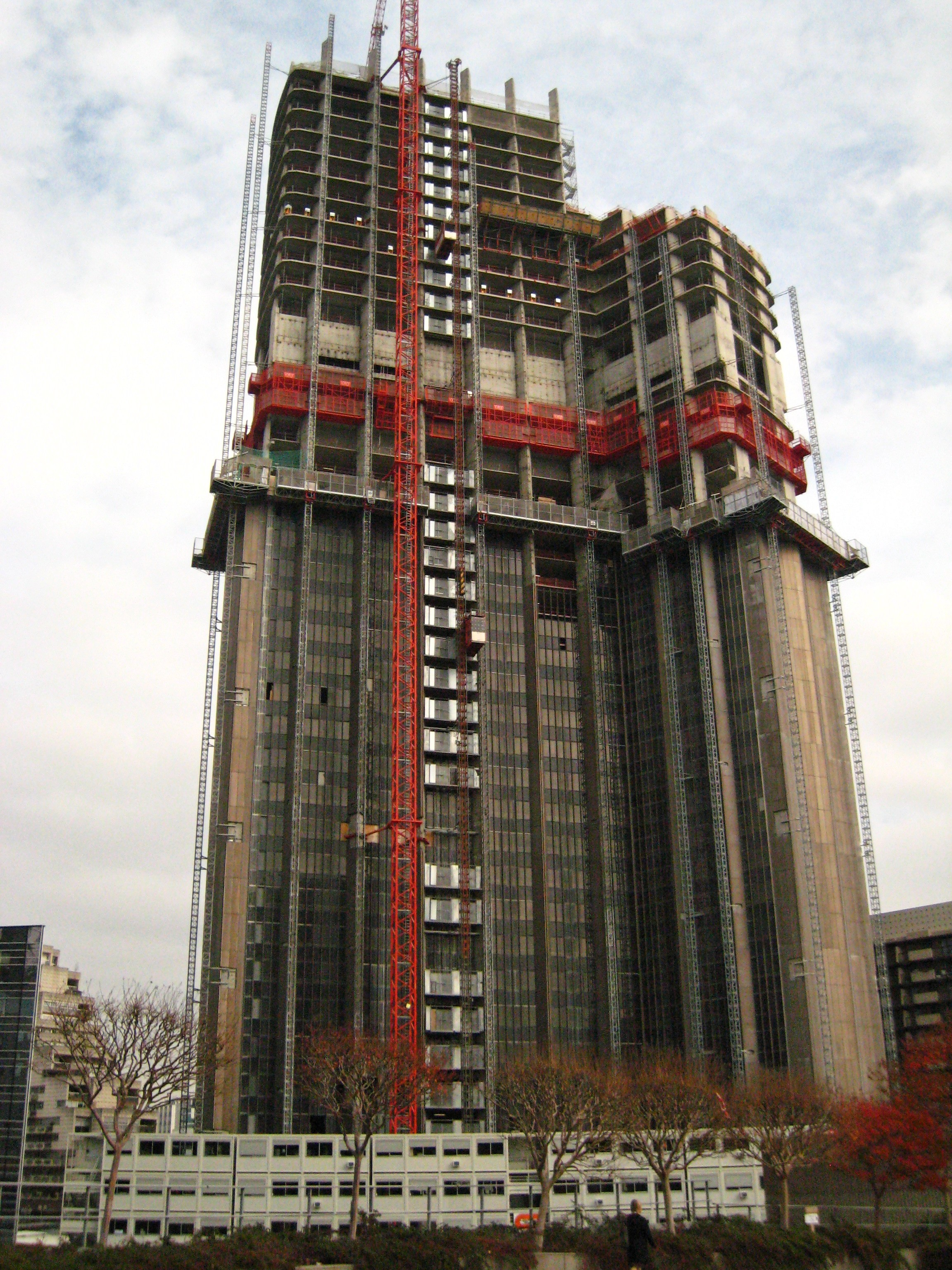
Tour First (ex-Axa) en obras (lado suroeste, octubre 2008)
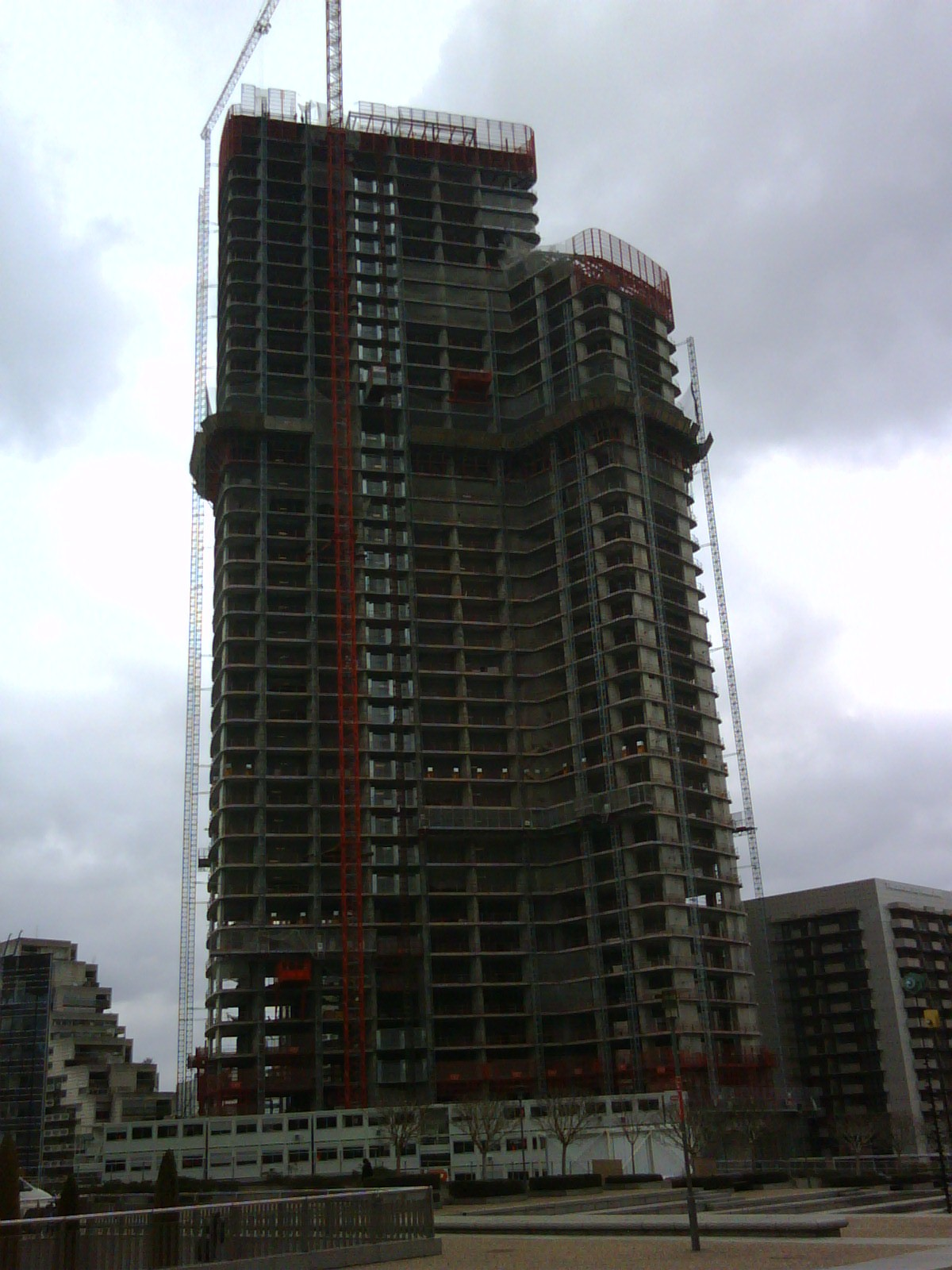
Tour First (ex-Axa) en obras (lado suroeste, marzo 2009)